# Свірже
Свірже (або Свіржі, Свіржа, пол. Świerże) — село в Польщі, у гміні Дорогуськ Холмського повіту Люблінського воєводства; до 1945 року — українське село. Населення — 811 осіб (2011).

## Історія
1460 року вперше згадується православна церква в селі.
За даними етнографічної експедиції 1869—1870 років під керівництвом Павла Чубинського, населення села порівну становили римо-католики та греко-католики, які розмовляли українською мовою. 1872 року місцева греко-католицька парафія налічувала 719 вірян.
У липні-серпні 1938 року польська влада в рамках великої акції руйнування українських храмів на Холмщині і Підляшші знищила місцеву православну церкву.
У 1943 році у Свірже Першому проживало 272 українців та 603 поляків, у Свірже Другому — 195 українців і 592 поляків, в однойменній колонії — 11 українців і 106 поляків.
У 1975—1998 роках село належало до Холмського воєводства.

## Населення
Демографічна структура станом на 31 березня 2011 року:
|          | Загалом | Допрацездатний вік | Працездатний вік | Постпрацездатний вік |
| -------- | ------- | ------------------ | ---------------- | -------------------- |
| Чоловіки | 394     | 78                 | 259              | 57                   |
| Жінки    | 417     | 80                 | 215              | 122                  |
| Разом    | 811     | 158                | 474              | 179                  |

## Відомі люди
- Кузьма Смаль (1935—2012) — український етномузиколог і композитор, фольклорист.